# Free Software Foundation
Free Software Foundation (Fundacja Wolnego Oprogramowania), w skrócie FSF – najważniejsza instytucja sponsorująca Projekt GNU, założona w 1985 roku przez Richarda Stallmana. Misją FSF jest tworzenie, ochrona i promocja wolności użytkowania, kopiowania, modyfikowania i rozprowadzania programów komputerowych oraz obrona praw użytkowników Wolnego Oprogramowania.
FSF wspiera wolność wypowiedzi, publikacji i zrzeszania się w Internecie, prawo do używania oprogramowania do szyfrowania prywatnej korespondencji i połączeń sieciowych oraz prawo do tworzenia oprogramowania, nienaruszalne przez prywatne monopole.
W 2003 roku ponad 67% funduszy pochodziło od prywatnych ofiarodawców. Firmy i fundacje przekazują jedynie niewielkie kwoty.
Od 2001 roku istnieje także europejska filia FSF – Free Software Foundation Europe (FSFE).